# قيصر باييخو

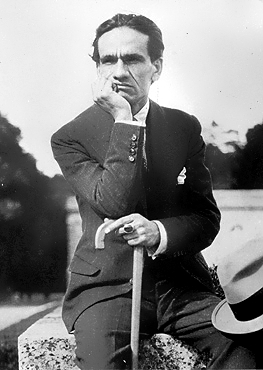
صورة لقيصر باييخو في حديقة قصر فيرساي

قيصر باييخو  (بالإسبانية: César Vallejo) وُلد في بلدة دي تشوكو في جبال الأنديز في البيرو عام 1892، وتوفي في العاصمة الفرنسية باريس عام 1938. ويعتبر باييخو واحداً من أعظم شعراء اللغة الإسبانية في كل العصور، وأكثرهم صعوبة وتعقيداً على الإطلاق. ولكنه يبقى على الرغم من ذلك أحد أوسع الشعراء شعبية.

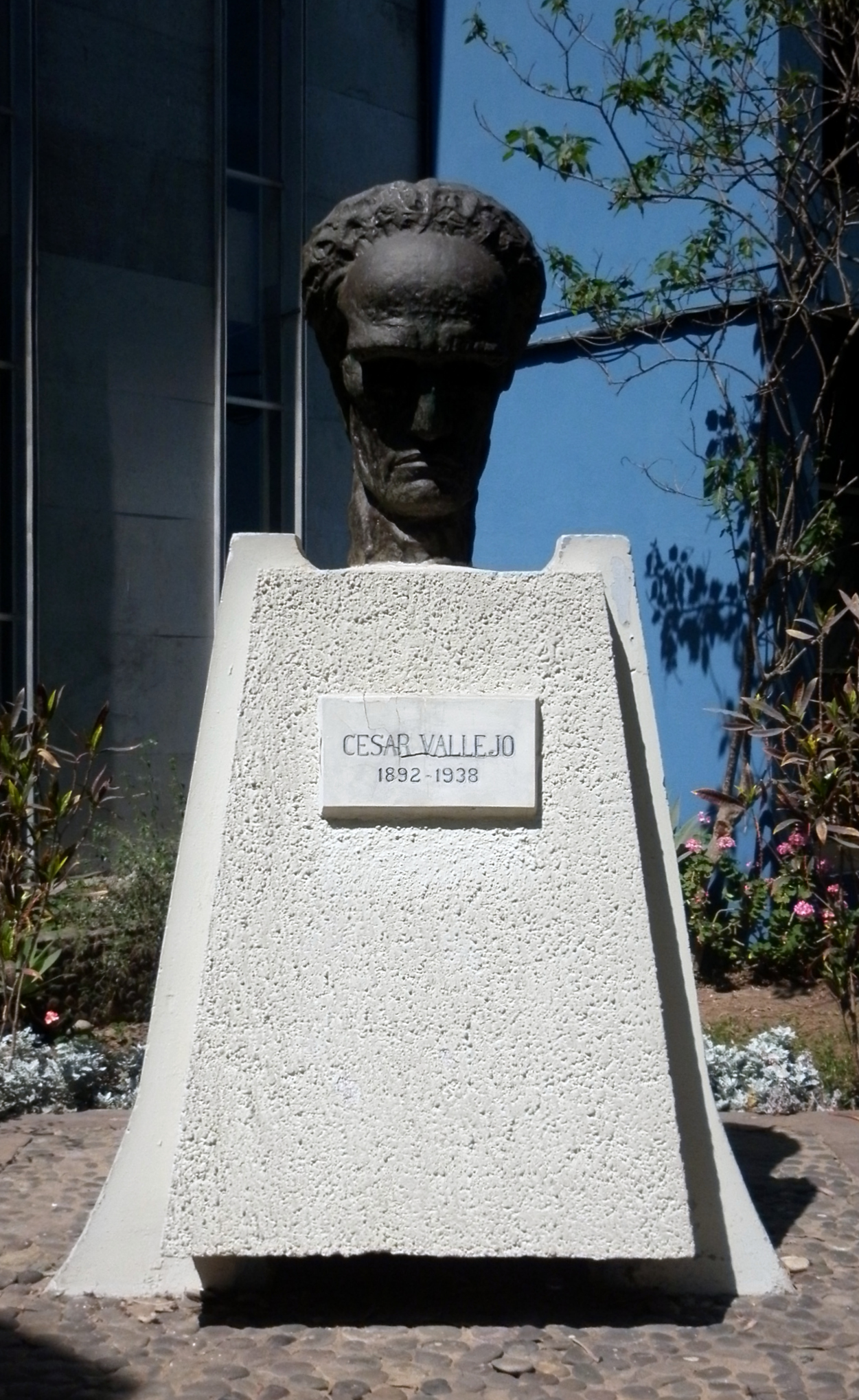
نصب تذكاري لفاييخو في الجامعة الوطنية لسان ماركوس، حيث درس

في بداية عام 1918 يسافر إلى العاصمة ليما, وينشر بعض قصائده في مجلات العاصمة. وفي نهاية العام نفسه يظهر كتابه الشعري الأول «النذراء السود». وبالرغم من أن الكتاب يحمل بصمات تيار الحداثة الأمريكي اللاتيني, إلا أن باييخو يظهر فيه كشاعر مختلف. وقد وفر له هذا الكتاب شهرة وبدأت سمعته الأدبية بالتعاظم.

## سيرته الشخصية
وُلد قيصر باييخو لوالديه فرانسيسكو دي باولا باييخو بينيتيز وماريا دي لوس سانتوس ميندوزا جورونيرو في سانتياغو دي تشوكو، وهي قرية نائية في جبال الأنديز في البيرو. كان الأصغر سنًا من بين أحد عشر طفلًا. كان كلا أجداده قساوسة إسبان، وكلتا جداته من سكان البيرو الأصليين.
أجبرته قلة الموارد المالية على الانسحاب من دراسته لبعض الوقت والعمل في مصنع سكر، اسمه روما هاسيندا، حيث شهد استغلال العمال الزراعيين مباشرةً، وهي تجربة كان لها تأثير مهم على سياساته وشخصه. حصل باييخو على شهادة البكالوريوس في الأدب الإسباني عام 1915، وهي نفس السنة التي أصبح مُطَّلعًا على بوهيمية تروخيو، وبالأخص المؤسسين المشاركين للتحالف الثوري الشعبي الأمريكي (أيه بّي آر أيه) أنتينور أوريغو وفيكتور راؤول هيا دي لا توري.
انتقل باييخو إلى ليما عام 1911، حيث درس في جامعة سان ماركوس الوطنية، قرأ، وعمل معلمًا، وكان على تواصل مع الطليعة الفنية والسياسية. عندما كان في ليما، أنتج أيضًا أول مجموعة شعرية له، البشارة السوداء. وبالرغم من أن سنة النشر المُعلنة هي 1918، فقد نُشر الكتاب فعليًا بعد سنة. كان متأثرًا بشعر زميله البيروفي مانويل غونزاليز برادا وكتاباته الأخرى، والذي كان قد توفي مؤخرًا. عانى باييخو من عدد من المصائب في السنوات القليلة التالية: رفض الزواج من امرأة كان على علاقة معها؛ وخسر وظيفته في التدريس.
توفيت والدته عام 1918. وفي مايو 1920، قاده الحنين إلى المنزل للعودة إلى سنتياغو دي تشوكو. وفي الأول من أغسطس، نُهب المنزل الذي يعود لعائلة سانتا ماريا كالديرون وأُضرمت فيه النار، الذين نقلوا البضائع والكحول عن طريق حيوانات النقل من الساحل، اتُهم باييخو ظلمًا بكونه مشاركًا في هذا الفعل ومحرضًا عليه. اختبئ ولكنه مكانه اكتُشف، واعتُقل، ورُمي في سجن تروخيو حيث بقي لمدة 112 يومًا (منذ 6 نوفمبر، 1920 وحتى 26 فبراير، 1921). فاز في 24 ديسمبر، 1920 بالمركز الثاني (أُعلن المركز الأول خاليًا) من مجلس مدينة تروخيو لقصيدته، خرافة الفعل (تقديرًا لماركيز دي توري تاغلي). تنافس باييخو عن طريق إخفاء هويته وراء اسم مستعار في محاولةٍ منه لإضفاء الحيادية على المنافسة.
في عمله، باييخو في الجحيم، كشف المؤلف، وهو المحامي الممارس، إيدواردو غونزاليز فيانا عن وثائق قضائية مهمة ضد الشاعر وبيَّن التلفيقات المتعمدة من قبل القاضي وأعدائه لسجنه. أدانت الضحايا ولكنها استثنت الملاحقة القضائية للذين تورطوا إجراميًا. اخترعوا شهادات ونسبوها لأشخاص أعلنوا لاحقًا أنهم لم يزوروا سانتياغو دي تشوكو -مكان الجريمة. أخيرًا، اصطُحب المنفذ الفعلي إلى تروخيو ليشهد أمام المحكمة العليا. ولكن، خلال الرحلة الطويلة، أطلَق الدرك النار عليه وقتلوه، وهم ضباط الشرطة الفرنسيون الذين كانوا يحرسونه، وذلك تحت ذريعة محاولته الهروب. وعلاوةً على ذلك، حقق الفاعل في أفعال القاضي الأخرى. في الحقيقة، كان محاميًا لمشروع كازاغراندي الكبير للقصب ومنجم كيروفيلكا حيث عمل الموظفون دون جدول وكانوا ضحايا ظروف العمل المروعة. يُسلِّط كل هذا الضوء على الطبيعة السياسية للإجراءات الجنائية. حاولت السخرية من جيله، وطلاب الجامعة الذين حاولوا الوقوف بوجه الظلم وتبني الأناركية والاشتراكية، باعتبارها يوتويبيات القرن.
لم تغلق الإجراءات القضائية أبدًا. خرج الشاعر من السجن بإفراج مؤقت. ولاحقًا بعد سنوات في أوروبا، عَلِمَ أنه لن يستطيع العودة لبلده الأم أبدًا. فقد كان السجن والأماكن الشبيهة بالجحيم التي كشف عنها في هذه الرواية تنتظره بأبواب مفتوحة.
في عام 2007، برأت السلطة القضائية في البيرو ذكرى باييخو في مراسيم لفتت إلى أن الشاعر اتُهم ظلمًا. رغم ذلك، نشر مجلده الشعري الثاني عام 1922، تريلسي، الذي يعتبر واحدًا من أكثر المجموعات الشعرية طليعيةً بشكل جوهري باللغة الإسبانية. بعد نشر مجموعات القصص القصيرة جداول مصورة (إسكالاس ميلوغرافيداس) وفابلا البرية (فابلا سالفاجي) عام 1923، هاجر باييخو إلى أوروبا وهو مهدد بالمزيد من السجن وبقي هناك حتى وفاته في باريس عام 1938.
خلال سنواته في أوروبا، عاش في فقر مدقع في باريس، باستثناء ثلاث رحلات إلى اتحاد الجمهوريات الاشتراكية السوفيتية (يو إس إس آر)، وقضى عدة سنوات في بدايات ثلاثينيات القرن العشرين في المنفى في إسبانيا. تشارك الفقر في تلك السنين مع بابلو بيكاسو. التقى في عام 1926 بعشيقته الفرنسية الأولى، هنرييت مايسه، التي عاش معها حتى افترقا في أكتوبر 1928. التقى عام 1927 رسميًا بجورجيت ماري فيليبارت ترافرز، التي رآها عندما كان عمرها 17 عامًا وعاشت في حيه. كان هذا أيضًا عام رحلته الأولى إلى روسيا. أصبحا عشيقين في النهاية، مما أثار استياء والدتها. سافرت جورجيت معه إلى إسبانيا في نهاية ديسمبر 1930 وعادت في يناير 1932. منحته الحكومة الإسبانية عام 1930 منحة الكاتب البسيط. وعندما عاد إلى باريس، ذهب إلى روسيا للمشاركة في المؤتمر الدولي لتضامن الكُتاب تجاه النظام السوفيتي (لا ينبغي الخلط بينه وبين المؤتمر الأول للكتاب السوفيت لعام 1934، والذي عزز المعايير للواقعية الاشتراكية). وعند العودة إلى باريس، تزوج باييخو من جورجيت فيليبارت عام 1934. بقيت زوجته شخصية مثيرة للجدل لنشر أعمال باييخو لسنوات عديدة بعد وفاته.
كان مساهمًا ثقافيًا منتظمًا في الصحف الأسبوعية في ليما، أرسل باييخو مقالات متفرقة إلى صحف ومجلات في أجزاء أخرى من أمريكا اللاتينية، وإسبانيا، وإيطاليا، وفرنسا. استطاع من خلال رحلاته إلى الاتحاد السوفيتي نشر كتابين من التقارير الصحفية في بدايات ثلاثينيات القرن العشرين. حضَّر باييخو كذلك عدة أعمال مسرحية لم تُمثّل خلال حياته أبدًا، من بينها الأخوة كولاتشو أو رؤساء أمريكا التي تتشارك في محتواها مع عمل آخر أكمله في نفس هذه الفترة، الرواية الواقعية الاشتراكية التنجستن. حتى إنه كتب كتاب أطفال، باكو يونكو. بعدما أصبح مشاركًا عاطفيًا وفكريًا في الحرب الأهلية الإسبانية، كان لباييخو دفعة نهائية من النشاط الشعري في أواخر ثلاثينيات القرن العشرين، وأنتج كتابَي شعر (كلاهما نُشر بعد وفاته) ما زال عنواناهما وتنظيمهما الصحيح موضع نقاش: نُشرا بعنوان قصائد بشرية وإسبانيا، خذوا هذه الكأس مني. توفي في 15 أبريل، 1938، بسبب مرض غير معروف يُعتقد الآن أنه كان الملاريا، وهي حادثة حولها روبيرتو بولانيو إلى رواية السيد باين. ودُفن في الأصل في مقبرة مونروج، ورفات باييخو موجودة اليوم في مقبرة مونبارناس في باريس.

## وصلات خارجية
- قيصر باييخو على موقع الموسوعة البريطانية (الإنجليزية)
- قيصر باييخو على موقع ميوزك برينز (الإنجليزية)

- قيصر باييخو، خبز طازج للجميع ؛ صالح العمري، جريده زوايا ثقافيه
- قيصر باييخو على موقع الجودريدز GoodReads